# ラーマ1世通り
座標: 北緯13度44分56.5秒 東経100度31分0.5秒 / 北緯13.749028度 東経100.516806度
ラーマ1世通り (ラーマ1せいどおり、ถนนพระรามที่ 1, Thanon Phra Ram Ti Neung, Rama I Road) は、タイのバンコク中心部を走る道路。
バンコク・スカイトレインの中心駅サイアム駅の下を走り、プルンチット通りを経て、スクンビット通りに接続する。

## 接続する主な道路
- プルンチット通り（スクンビット通り）
- ラチャダムリ通り
- パヤータイ通り

## 接続する駅・路線
- 国立競技場駅、サイアム駅（バンコク・スカイトレイン）

## 周辺にある施設
- サイアム・パラゴン
- 国立競技場
- サイアム・センター
- サイアム・スクエア
- MBKセンター
- セントラルワールドプラザ
- ZEN